# Nieśmiertelność
Nieśmiertelność (łac. immortalitas) – życie, które nigdy się nie kończy, nieuleganie śmierci. W innych znaczeniach nieśmiertelność może oznaczać też posiadanie nieprzemijalnej wartości lub wieczną obecność i nieuleganie zmianom.

## Definicje
Pojęcie nieśmiertelności używane jest w różnych znaczeniach w zależności od kontekstu. Ich wspólną cechą jest nieuleganie śmierci, ale dokładne znaczenie może być bardzo różne. Poniżej zebrano najczęściej używane znaczenia dla tego pojęcia.

### Fizyczne
- Biologiczna nieśmiertelność – hipotetyczny stan organizmu żywego, w którym może on całkowicie zabezpieczyć się przed możliwością śmierci,
- Zaniedbywalne starzenie się – stan organizmu żywego, w którym prawdopodobieństwo jego śmierci nie rośnie z czasem, nie maleją jego zdolności fizjologiczne, rozrodczość ani odporność na choroby. Stan taki stwierdzono m.in. u niektórych ryb, żółwi i małży[2].
- Nieśmiertelność dzięki technologii – transhumanizm postuluje, że opracowane w przyszłości technologie mogą umożliwić ludziom życie przez dowolnie długi czas. Technologie jakie miałyby to umożliwić, to m.in. inżynieria genetyczna, medycyna regeneracyjna, nanotechnologia i transfer umysłu.

### Duchowe
- Nieśmiertelność duszy – duszę jako byt niematerialny, który nie ulega śmierci, uznaje wiele współczesnych religii, m.in. chrześcijaństwo, islam, judaizm, hinduizm, New Age, zaratusztrianizm i sikhizm. Według tych religii, nawet po śmierci ciała, człowiek pozostaje żywy w postaci duszy.
- Życie pozagrobowe – w wielu religiach śmierć nie jest ostatecznym końcem istnienia człowieka. W zależności od religii, kolejnymi etapami może być reinkarnacja, zmartwychwstanie i/lub trafienie do zaświatów. W niektórych religiach idea ta wiązana jest z pojęciem nieśmiertelnej duszy, w innych polega na zmartwychwstaniu fizycznego ciała.

### Symboliczne
- Nieśmiertelność genów – zapewnienie sobie nieśmiertelności przez przekazanie genów dzieciom,
- Nieśmiertelność dzieła – unieśmiertelnienie w swoich dziełach artystycznych lub osiągnięciach,
- Nieśmiertelność idei – stworzenie idei która będzie „żyła” po śmierci jej twórcy.

### Inne
- Nieśmiertelność w grach komputerowych.
- Nieśmiertelność bohaterów mitów, opowieści, książek, filmów i innych przekazów kulturowych.

## Nieśmiertelność fizyczna
Nieśmiertelność biologiczna jest hipotetycznym stanem, w którym możliwe jest całkowite uniknięcie śmierci. W praktyce nie da się udowodnić istnienia całkowitej nieśmiertelności, ponieważ niezależnie od długości życia organizmu zawsze mogą istnieć naturalne katastrofy, które to życie przerwą. Istnieją jednak organizmy, które tworzą rozległe struktury (genety), mogące przetrwać potencjalnie dowolnie długi czas. Przykładem takiego organizmu jest topola osikowa, której genety mogą żyć ponad milion lat.
Dla organizmów żyjących pojedynczo stanem najbliższym nieśmiertelności jest stan zaniedbywalnego starzenia się. Jest to stan, w którym w organizmie nie zachodzą procesy starzenia się. Organizm nadal może umrzeć z innych przyczyn (np. mechaniczny uraz, brak pożywienia, choroby), ale nie ze starości. Taki stan stwierdzono u niektórych gatunków żółwi, ryb i małży. Michael R. Rose postuluje, aby ten stan utożsamiać z nieśmiertelnością. Prowadzone są badania nad uzyskaniem takiego stanu u innych gatunków. Postulowane jest również prowadzenie badań w kierunku uzyskania takiego stanu u ludzi. Jednym z naukowców zajmujących się starzeniem się organizmów żywych jest biogerontolog dr Aubrey de Grey. Pracuje on nad SENS (Strategies for Engineered Negligible Senescence – Strategie Zaprojektowanego Zaniedbywalnego Starzenia) – planem kompleksowej naprawy wszystkich zniszczonych molekuł i komórek organizmu. Doktor de Grey dąży do tego, aby terapie te były dostępne jeszcze w XXI wieku.

## Nieśmiertelność duchowa
Jest ona wyrażona w niemal każdej filozofii religijnej czy duchowości. W zarówno wschodnich, jak i zachodnich religiach duch, który według wierzeń powraca albo do zaświatów albo do cyklu życia.
- Najczęściej wyobrażana forma nieśmiertelności obejmuje duchowe istnienie po fizycznej śmierci. Wielu ludzi dzisiaj wierzy w nieśmiertelność tego typu (jest to filozofia dualizmu albo wiara w nieśmiertelną duszę, i jest to dogmatem każdego niemal odłamu islamu, chrześcijaństwa, hinduizmu czy judaizmu).
- Według Madhawy nieśmiertelność to uchronienie istnienia przed śmiercią duchową, jak i fizyczną. Żadne siły ziemskie ani pozaziemskie nie są w stanie złamać tej cechy doprowadzając do śmierci osoby nieśmiertelnej.
- W taoizmie wierzono, że za pomocą praktyk magicznych można osiągnąć cielesną nieśmiertelność połączoną z umiejętnością latania (chiń. xian)

## Symboliczna nieśmiertelność
W ujęciu symbolicznym, nieśmiertelność przypisuje się nie tylko żywym istotom, ale również obiektom, które mogą trwać o wiele dłużej niż ludzkie życie. W tym ujęciu człowiek może „osiągnąć nieśmiertelność”, pozostawiając po sobie takie dziedzictwo:
- geny – uzyskanie nieśmiertelności przez pozostawienie potomstwa. Samolubny gen to koncepcja, według której organizmy żywe (w tym ludzie) są jedynie środkiem służącym genom do osiągnięcia nieśmiertelności,
- dzieła artystyczne i osiągnięcia – uzyskanie nieśmiertelności przez pozostawienie po sobie osiągnięć, które będą „wieczne”,
- idee – idea stworzona przez człowieka może trwać w umysłach innych ludzi przez dowolnie długi czas, zapewniając w ten sposób jakąś symboliczną nieśmiertelność jej twórcy.

## Nieśmiertelność w grach wideo
Termin „nieśmiertelność” służy jako polski odpowiednik angielskiego terminu „god mode” (dosł. „tryb boga”), oznaczającego nietykalność lub nieskończoną ilość energii lub wcieleń postaci. Nieśmiertelność taką można uzyskać albo poprzez wpisanie odpowiedniego kodu przewidzianego przez twórców gry, albo poprzez modyfikację samego programu gry polegającą na usunięciu instrukcji odpowiedzialnych za zmniejszanie liczników. Innym typem środka zapewniającego nieśmiertelność są tzw. trainery – małe programy, działające równolegle z grą, reagujące na odpowiednie kombinacje klawiszy modyfikowaniem sposobu działania gry.

## Nieśmiertelność w kulturze
Wiele legend i mitów w historii dotyczy poszukiwania nieśmiertelności i wiecznej młodości. Przykładami takich mitów jest eliksir życia i kamień filozoficzny – substancje poszukiwane przez średniowiecznych alchemików, mające w szczególności zapewnić nieśmiertelność, ambrozja – pokarm bogów w mitologii greckiej, dający nieśmiertelność i wieczną młodość, oraz Fontanna Młodości – mityczne miejsce, w którym miało znajdować się źródło wody dającej nieśmiertelność. Symbolami nieśmiertelności są między innymi feniks – ptak odradzający się z własnych popiołów, uroboros – wąż wiecznie pożerający sam siebie i odradzający się, oraz anch – staroegipski symbol życia.

### Nieśmiertelne istoty w mitach i fantastyce
Nieśmiertelne istoty często występują w literaturze i filmach, w szczególności z gatunku fantasy. Poniżej zebrano niektóre przykłady różnych typów nieśmiertelności:
- Przykłady istot które nie starzeją się i nie mogą zostać zabite ani zniszczone w żaden sposób:
  - Bóstwa, demony i anioły w różnych religiach i mitologiach,
  - Wielcy Przedwieczni z mitologii H.P. Lovecrafta.
- Przykłady istot które nie starzeją się i nie mogą zginąć w wyniku uszkodzenia ciała, ale istnieją sposoby na ich zniszczenie:
  - Kapitan Latającego Holendra w serii filmowej Piraci z Karaibów (Davy Jones, potem Will Turner)
  - Nieśmiertelni z cyklu filmów Nieśmiertelny,
  - Nieumarli tacy jak wampiry i licze,
  - Q w świecie Star Trek,
  - Pradawni i Ori w świecie Stargate,
  - Niektórzy superbohaterowie, tacy jak Superman i Wolverine.
- Przykłady istot które nie starzeją się, ale mogą zginąć w wyniku normalnego uszkodzenia ciała:
  - Elfy w światach Śródziemia, Warhammer Fantasy i Warcraft,
  - Istari (np. Gandalf) w świecie Śródziemia.
  - Androidy i sztuczne inteligencje w fantastyce naukowej,
  - Postludzie w fantastyce naukowej,
  - Widma w świecie Stargate,
- Inne przykłady:
  - Stuldburgs żyjący na wyspie Luggnagg w książce Podróże Guliwera Jonathana Swifta – nieśmiertelni ludzie, którzy jednak starzeją się i z czasem ich ciała tracą całkowicie sprawność[5],
  - Bohaterki filmu Ze śmiercią jej do twarzy, które dzięki wypiciu magicznego eliksiru stają się nieśmiertelne, jednak ich ciała ulegają stopniowemu rozkładowi i muszą być ciągle naprawiane, aby zachować sprawność.